# Luebo (territorium)
Luebo är ett territorium i Kongo-Kinshasa. Det ligger i provinsen Kasaï, i den centrala delen av landet, 700 km öster om huvudstaden Kinshasa.